# Mathilde Nielsen
Mathilde Jacobine Augusta Nielsen, (født Neumann,  26. oktober 1858 i København, død 11. september 1945 sammesteds) var en dansk skuespillerinde.
Hun debuterede på Casino i 1884.
Blev engageret til Dagmarteatret 1889-1892 og 1894-1914, kun afbrudt af et kortere ophold på Folketeatret 1892-1894.
Efter 1914 kom hun til Det Ny Teater.
Mathilde Nielsen blev også brugt i radioens dramatiske udsendelser og hun nåede at indspille en række film.
Hun var mor til operasangeren Ellen Nielsen og søster til skuespilleren Sophus Neumann.
1924 modtog hun Ingenio et arti.

## Film
Blandt de film hun medvirkede i kan nævnes:
- Præsten i Vejlby – 1931
- Kirke og orgel – 1932
- Skal vi vædde en million? – 1932
- De blaa drenge – 1933
- Nyhavn 17 – 1933
- 7-9-13 – 1934
- Ud i den kolde sne – 1934
- Millionærdrengen – 1936
- Kongen bød – 1938
- Skilsmissens børn – 1939
- Sommerglæder – 1940
- Tante Cramers testamente – 1941
- Tobiasnætter – 1941
- Tror du jeg er født i går? – 1941
- Tyrannens fald – 1942